# 南華大学 (台湾)
南華大学（なんかだいがく、Nan Hua University　NHU）は、台湾嘉義県大林鎮にある佛光山が運営する佛教系の私立大学である。

## 歴史
| 年     | 事項                                                                       |
| ------ | -------------------------------------------------------------------------- |
| 1996年 | 「南華管理学院」として釋星雲により開校される                               |
| 1998年 | 「南華大学」と改称する                                                     |
| 2013年 | 獎勵大學教學卓越計畫（2013年～2014年）によって教學卓越大学に選出される     |
| 2015年 | 獎勵大學教學卓越計畫（2015年～2016年）によって教學卓越大学に再度選出される |

## 組織
台湾唯一の死生学科などが有名である。
| - 管理学部 - 企業管理学科 - 財務金融学科 - 会計情報学科 - 旅客事業管理学科 - 非営利事業管理学科 - 文化創意事業管理学科 - 企業管理学院 - 財務金融学院 - 会計情報学院 - 旅遊事業管理学院 - 非営利事業管理学院 - 文化創意事業管理学院 - 経済学研究所 - 人文科学部 - 死生学科 - 幼児教育学科 - 哲学科 - 文学科 - 外国文学科 - 哲学院 - 死生学院 - 宗教学院 - 仏教学研究センター - 巴利学研究センター - 世界禅学研究センター - 敦煌学研究センター - 教養課程センター - 言語教育センター - スポーツ教育センター - 教職養成センター - 中華民国教育部生命教育センター | - 社会科学部 - 応用社会学科 - 国際企業事務学科 - マスコミュニケーション学科 - 社会学研究所 - 教育社会学研究所 - 公共行政政策研究所 - 欧州研究所 - アジア太平洋研究所 - 科学技術学部 - 情報工学科 - 情報管理学科 - 電子ビジネス管理学科 - 自然生物テクノロジー学科 - 情報管理学院 - 自然医学院 - 芸術学部 - 建築景観学科 - 民族音楽学科 - 視覚芸術学科 - 応用芸術デザイン学科/研究所 - 環境芸術大学院 - 美学芸術管理学院 - 芸術文化研究センター |

## 歴代学長
| 代       | 氏名   | 任期           |
| -------- | ------ | -------------- |
| 初代     | 龔鵬程 | 1996年－1999年 |
| 二代     | 陳淼勝 | 1999年－2012年 |
| （代理） | 釋慧開 | 2012年－2013年 |
| 三代     | 林聰明 | 2013年－現在   |

## 主な出身者
- 吳萬教 - 中華民国空軍二級上将。
- 周品均 - 東京著衣創業者。
- 李雅景 - 元中華民国立法院委員（嘉義県選出）、及び元嘉義県知事。
- 蕭苑瑜 - 元中華民国立法院委員（嘉義県選出）。
- 黃季敏 - 中華民国内政部消防署署長（2003年～2009年）などを歴任。中央警察大学第一回傑出校友に選出されるも、後に収賄罪で逮捕される。
- 陳滄江 - 金門県議会議員、民主進歩党金門県支部主任委員、国立金門大学兼任助理教授。
- 翁章梁 - 嘉義県政府社会局長。
- 廖峻宏 - 台中市政府政策顧問。

## 仏教式の成人式
毎年12月下旬に「成年禮」と呼ばれる仏教式の成人式が行われる。ほとんどの学生は、大学1年生の時に参加する。

## 対外関係
- アメリカ合衆国
  - University of the West
  - ヒューストン大学教育学院，芸術教育課程
- イギリス
  - コヴェントリー大学
- 日本
  - 千葉大学工学研究科
- 韓国
  - 淑明女子大学校
  - 東国大学校
  - 威德大学（英語: Uiduk University）
  - 金剛大学（英語: Geumgang University）
  - 仁川大学校
- マレーシア
  - 大同韓新傳播学院
  - 新紀元学院
  - 南方学院
  - 韓江学院
- タイ
  - マハーチュラロンコーンラージャヴィドゥャラヤ大学
  - マハマクート仏教大学
  - 法勝大学（Dhammachai Institute）
- フィリピン
  - 東方大学
  - 光明大学（Fo Guang College）
  - サン・カルロス大学
- モンゴル
  - モンゴル国立大学
  - オトゴンテンゲル大学（Otgontenger University）
  - グローバルリーダーシップ大学（Global leadership University）
- ベトナム
  - ベトナム国家大学ホーチミン市校科学人文学院
  - ハノイ経営と工学大学
  - トン・ドゥック・タン大学
- ブラジル
  - サンパウロ大学
- チリ
  - 聖トマス大学
- イタリア
  - 食科学大学
- スペイン
  - バレアレス諸島大学
- ポーランド
  - ワルシャワ大学管理学院
- オーストラリア
  - 南天大学（Nan tien institute）
  - ウーロンゴン大学
- 中国
  - 南京大学
  - 鄭州大学
  - 西北大学
  - 雲南大学
  - 中国音楽学院

## アクセス
- 台湾鉄道大林駅から通学バスで約20分[1]
- または台湾鉄道嘉義駅から嘉義県公車処運行のバスで約40分[2]